# الرصافة (الأنبار)
رُصَافَةُ أَبِي العَبَّاس أو رصافة الأنبار هو بناءٌ تاريخيٌّ شيَّده الخليفة العبَّاسي الأوَّل أبو العباس السفاح في مدينة الأنبار أو بالقرب منها.

## تاريخ
نُقل عن عمر بن شبة عن شيوخه أن الخليفة العبَّاسي أبو العباس السفاح (حكم 132 – 136هـ / 750 – 754م) لما أتم بناءه المعروف بـ"رصافة أبي العباس"، دعا قريبًا له هو عبد الله المحض من ذرية الحسن بن علي بن أبي طالب ليدخل وينظر إليه. فلما دخلا ورآه عبد الله بن حسن، تمثَّل بالشعر قائلًا:

### فهرس المنشورات
1. 1 2  الحموي (1977)، ج. 3، ص. 46.

### معلومات المنشورات كاملة
الكتب مرتبة حسب تاريخ النشر
- ياقوت الحموي (1977)، معجم البلدان (ط. 1)، بيروت: دار صادر، OCLC:1014032934، QID:Q114913343